# Potestà legislativa in Italia
La potestà legislativa in Italia, riguarda la concorrenza legislativa tra lo Stato e le regioni italiane; la competenza è attribuita per materie.

## Sinossi generale
Prima della riforma le Regioni a Statuto ordinario (quelle speciali già avevano poteri esclusivi) potevano esercitare il potere legislativo solo nelle materie tassativamente indicate nell'art. 117 Cost. e soltanto nei limiti di una legge-cornice statale ovvero dei principi fondamentali della materia (cosiddetta competenza concorrente).
Dal 2001 la competenza a legiferare può essere:
- esclusiva dello Stato;
- residuale (esclusiva) delle Regioni;
- concorrente.

A seguito dell'emanazione della legge costituzionale 18 ottobre 2001, n. 3, l'art. 117 Cost. infatti definisce nel suo secondo comma le materie per le quali lo Stato ha competenza esclusiva, nel terzo le materie per le quali la competenza tra Stato e Regioni è di tipo concorrente, mentre il quarto comma stabilisce la competenza residuale delle Regioni su tutte le altre materie.
Da ultimo la legge 131-2003, la cosiddetta legge La Loggia, precisa che rimangono in vigore le leggi dello Stato nelle materie in cui la competenza è passata alle regioni, fino a che le stesse non legifereranno sull'argomento; lo stesso vale per le materie su cui la competenza è passata dalle regioni allo Stato, per cui rimarranno in vigore le leggi regionali
fino a diversa statuizione dello Stato.

## Competenze

### Competenza esclusiva dello Stato
Lo Stato ha legislazione esclusiva nelle seguenti materie (art. 117.2 Cost.):
- a) politica estera e rapporti internazionali dello Stato; rapporti dello Stato con l'Unione europea; diritto di asilo e condizione giuridica dei cittadini di Stati non appartenenti all'Unione europea;
- b) immigrazione;
- c) rapporti tra la Repubblica e le confessioni religiose;
- d) difesa e Forze armate; sicurezza dello Stato; armi, munizioni ed esplosivi;
- e) moneta, tutela del risparmio e mercati finanziari; tutela della concorrenza; sistema valutario; sistema tributario e contabile dello Stato; armonizzazione dei bilanci pubblici; perequazione delle risorse finanziarie;
- f) organi dello Stato e relative leggi elettorali; referendum statali; elezione del Parlamento europeo;
- g) ordinamento e organizzazione amministrativa dello Stato e degli enti pubblici nazionali;
- h) ordine pubblico e sicurezza, ad esclusione della polizia amministrativa locale;
- i) cittadinanza, stato civile e anagrafi;
- l) giurisdizione e norme processuali; ordinamento civile e penale; giustizia amministrativa;
- m) determinazione dei livelli essenziali delle prestazioni concernenti i diritti civili e sociali che devono essere garantiti su tutto il territorio nazionale;
- n) norme generali sull'istruzione;
- o) previdenza sociale;
- p) legislazione elettorale, organi di governo e funzioni fondamentali di Comuni, Province e Città metropolitane;
- q) dogane, protezione dei confini nazionali e profilassi internazionale;
- r) pesi, misure e determinazione del tempo; coordinamento informativo statistico e informatico dei dati dell'amministrazione statale, regionale e locale; opere dell'ingegno;
- s) tutela dell'ambiente, dell'ecosistema e dei beni culturali.

### Competenza concorrente di Stato e Regioni
Sono materie di legislazione concorrente quelle relative a (art. 117.3 Cost.): 
- a) rapporti internazionali e con l'Unione europea delle Regioni;
- b) commercio con l'estero;
- c) tutela e sicurezza del lavoro;
- d) istruzione, salva l'autonomia delle istituzioni scolastiche e con esclusione della istruzione e della formazione professionale;
- e) professioni;
- f) ricerca scientifica e tecnologica e sostegno all'innovazione per i settori produttivi;
- g) tutela della salute;
- h) alimentazione;
- i) ordinamento sportivo;
- l) protezione civile;
- m) governo del territorio;
- n) porti e aeroporti civili;
- o) grandi reti di trasporto e di navigazione;
- p) ordinamento della comunicazione;
- q) produzione, trasporto e distribuzione nazionale dell'energia;
- r) previdenza complementare e integrativa;
- s) coordinamento della finanza pubblica e del sistema tributario;
- t) valorizzazione dei beni culturali e ambientali e promozione e organizzazione di attività culturali;
- u) casse di risparmio, casse rurali, aziende di credito a carattere regionale;
- v) enti di credito fondiario e agrario a carattere regionale.

Nelle materie di legislazione concorrente spetta alle Regioni la potestà legislativa, salvo che per la determinazione dei principi fondamentali, riservata alla legislazione dello Stato.
Spetta alle Regioni la potestà legislativa in riferimento ad ogni materia non espressamente riservata alla legislazione dello Stato.

### Competenza residuale esclusiva delle Regioni
Spetta alle Regioni la potestà legislativa in riferimento ad ogni materia non espressamente riservata alla legislazione dello Stato; per questa fattispecie si parla di competenza residuale delle Regioni come dispone l'art. 117 comma 4 della Costituzione.
La competenza legislativa residuale ed esclusiva delle Regioni italiane va intesa alla luce del fatto che tra le materie formalmente attribuite dall'art 117 co. 2 Cost. alla competenza legislativa esclusiva dello Stato vi sono delle "competenze finalistiche" (in particolare quelle di cui alle lettere m) e s) dell'art 117 co. 2 Cost), e in questo caso la disposizione costituzionale più che una materia individua un "fine", per il perseguimento del quale lo Stato è legittimato anche a invadere con sue norme le materie di competenza residuale regionale.
Si pensi alla materia "tutela della concorrenza" ai sensi della lettera e) del comma 2 dell'art 117 Cost. che ha legittimato l'annullamento di norme regionali reputate incostituzionali laddove imponevano di preferire prodotti alimentari "a chilometro zero" nei servizi di ristorazione scolastica.
Si pensi alla "tutela dell'ambiente e dell'ecosistema" di cui alla lettera s) del comma 2 dell'art. 117 Cost. la cui nozione è stata, nella pratica e nella giurisprudenza, interpretata così ampiamente da consentire allo Stato di disciplinare con sue leggi la gestione dei corpi idrici, la difesa del suolo, la biodiversità, lo sviluppo rurale, la tutela della salubrità degli alimenti, tanto che appare risibile scorgere nelle materie implicitamente ricomprese nella potestà legislativa residuale ed esclusiva delle regioni l' "agricoltura" (se nei fatti le Regioni continuano a esercitare funzioni amministrative e ad emanare norme in materia di agricoltura ciò non significa che esse siano pienamente titolari della competenza legislativa in tale materia, perché l'esercizio di quelle funzioni ben può avvenire a titolo di "delega" da parte dello Stato o a titolo di "attribuzione" con legge dello Stato di definite competenze "amministrative": con la riforma costituzionale del 2001 si è infatti superato il principio di "parallelismo" tra competenze legislative e amministrative regionali).
Va soprattutto chiarito che dal punto di vista giuridico, (contrariamente ad un'impostazione economicistica diffusa che confonde l'insieme dei "carichi di lavoro" affidati ad un Ente territoriale con l'autonomia dell'Ente territoriale), i procedimenti amministrativi o gli atti amministrativi attribuiti con legge dello Stato alle Regioni, non integrano assolutamente una autonomia normativa regionale. Emblematico in questo senso è il sistema di gestione delle risorse idriche e delle concessioni idriche in agricoltura che rientra pienamente nella competenza legislativa dello Stato ai sensi della lettera s) del comma 2 dell'art.117 Cost. tanto da essere tuttora disciplinato dal testo unico sulle acque pubbliche e sulle reti elettriche di cui al Regio decreto n. 1775 del 1933 e da diversi decreti ministeriali del Ministero dell'ambiente e delle politiche agricole alimentari e forestali recanti linee guida alle Regioni.
Oltretutto in materia di agricoltura la competenza legislativa delle Regioni subisce attualmente una pesante limitazione da parte del diritto comunitario che sostanzialmente riserva alle Regioni italiane alcuni procedimenti amministrativi e alcuni atti politici di indirizzo, senza una sostanziale possibilità di autonoma produzione legislativa regionale. Basti pensare che i Programmi di sviluppo rurale delle Regioni italiane (che riassumono la maggior parte dell'azione regionale in materia di agricoltura) sono degli atti amministrativi generali (e quindi non sono espressione di potestà legislativa) sono sottoposti all'approvazione della Commissione europea e devono disporre solo all'interno di un catalogo di misure fissato da una fonte comunitaria subordinata costituita da un regolamento esecutivo della Commissione europea. (In effetti la subordinazione di un ente politico inferiore a fonti normative di dettaglio , ad esempio regolamenti esecutivi, emanate da un'istituzione superiore è di per sé sintomatica di scarsa autonomia dell'ente inferiore).

## Limiti

### Limiti alla potestà legislativa regionale
La potestà legislativa delle Regioni trova un limite:
- nella Costituzione[9];
- nelle leggi-quadro o leggi-cornice, nel caso di materie in cui la competenza è concorrente tra Stato e Regioni;
- nel diritto internazionale;
- nel diritto dell'Unione europea;
- nel territorio (l'ambito d'applicazione delle leggi regionali è il territorio regionale)
- nelle materie in cui possono legiferare.

### Limiti alla potestà legislativa statale
La potestà legislativa del Parlamento trova un limite:
- nella Costituzione[10];
- nel diritto internazionale;
- nel diritto dell'Unione europea;
- nelle materie in cui può legiferare.

## Eccesso di potere legislativo
La diffidenza nei confronti dell'amministrazione spinge «il governo ed il Parlamento italiano ad amministrare per legge, a ridurre la discrezionalità amministrativa, a sognare la legge autoapplicativa. Se non si può saltare la fase amministrativa, si vuole almeno contenerla (...) paradossalmente, spesso la stessa pubblica amministrazione, per non dover passare sotto il giogo della Corte dei conti, preferisce che proprie decisioni siano santificate in leggi (...) [ciò] paradossalmente, irrigidisce e contemporaneamente aumenta la discrezionalità: blocca governo e amministrazione, data la superiorità della legge, ma apre la via ai furbi, i sacerdoti delle leggi che sanno muoversi nel labirinto legislativo e scegliere la legge che fa comodo al caso specifico. Tutto questo sposta l'attenzione dal risultato alla procedura (bisogna applicare la legge, non raggiungere un risultato). Sposta l'attenzione del Parlamento e della politica dai grandi problemi del Paese, trasferendo molte decisioni nelle mani dei giudici, i decisori di ultima istanza».
L’«amministrativizzazione della legge» "è un fenomeno ben conosciuto e generalmente ammesso, e altrettanto
generalmente deplorato: deplorare non vuol dire, però, escludere". Si tratta di una tendenza che è stata in qualche modo subìta dalla stessa Corte costituzionale: essa osservò che, in assenza nell’ordinamento attuale di una “riserva di amministrazione” opponibile al legislatore, «non può ritenersi preclusa alla legge ordinaria la possibilità di attrarre nella propria sfera di disciplina oggetti o materie normalmente affidate all’azione amministrativa».